# 北恵那鉄道ト101形貨車
北恵那鉄道ト101形貨車（きたえなてつどうト101がたかしゃ）とは、かつて北恵那鉄道北恵那鉄道線で運用された貨車（無蓋車）である。

## 概要
- 1924年（大正13年）5月、北恵那鉄道が開業時に新造した日本車輌製造製の2軸無蓋車フト101形である。10両が製造された。ブレーキはハンドブレーキであったが、1963年（昭和38年）に空気ブレーキに改造。同時に形式をト101形に改称している。北恵那鉄道の貨物輸送は木材輸送が主であったが、木材専用の貨車は所有しておらず、もっぱらこのト101形が木材輸送に使用されていたという。
- 北恵那鉄道は国鉄と連帯運輸契約を結んでおり、中津町駅と中央本線中津川駅の間に約500mほどの貨物連絡線路が敷設されており、貨車の乗り入れが行われていたが、ト101形はワム301形のように国鉄乗入許可車両ではなく、社内専用であった。
- 貨物輸送量の減少とともに廃車され、末期は工事資材運搬用に使用された。5両（105・107・109・110）が1978年（昭和53年）の北恵那鉄道線廃止まで在籍していた。

## 主要諸元
- 最大寸法：

全長：6,502mm
全幅：2,413mm
全高：2,527mm
- 自重：6.2～6.4t　（車両により異なる）
- 荷重：10t